# Thorsten Hohmann
Thorsten Hohmann (* 14. Juli 1979 in Fulda) ist ein deutscher Poolbillardspieler.
Seinen ersten größeren Erfolg erreichte Hohmann 2000, als er das Viertelfinale der Weltmeisterschaft im 8-Ball erreichte. 2003 schaffte er mit dem Gewinn der 9-Ball-Weltmeisterschaft den Durchbruch an die Weltspitze. Darüber hinaus gewann er 2003 die Deutsche Meisterschaft im 14 und 1 endlos, mit dem Team und im Mixed und wurde Zweiter bei der World Pool League.
2004 kam ein Europameistertitel im 8-Ball, ein zweiter Platz bei den US Open im 9-Ball und weitere Deutsche Meisterschaften (im 9-Ball-Einzel und im Team) hinzu.
2005 holte Hohmann Silber bei den World Games in Duisburg. Hinzu kam ein weiterer Europameistertitel, diesmal im 14 und 1 endlos, und Siege bei den BCA Open 9-Ball Championships, Sudden Death 7-Ball und der World Pool League. Bei der 9-Ball-WM erreichte er immerhin das Viertelfinale.
2006 wurde er Profi und wohnt seitdem in Jacksonville, Florida. In diesem Jahr sicherte sich Hohmann den 1. Weltranglistenplatz, unter anderem durch den Gewinn der ersten offiziellen 14 und 1 endlos-WM sowie des bis dahin höchstdotierten Poolbillard-Turniers, den IPT North American Open in Las Vegas. 
Seinen ersten EM-Titel im 9-Ball holte er 2007. Bei der 14 und 1 endlos-WM 2007 schaffte er es diesmal bis ins Viertelfinale, schied dann jedoch aus. 2009 verpasste er bei den 8. World Games in Kaohsiung als Vierter nur knapp seine zweite Medaille auf den World Games. Im August 2013 gewann er die 14/1-endlos-Weltmeisterschaft gegen den Engländer Darren Appleton. Bei der 14/1-endlos-Weltmeisterschaft 2015 gewann er erneut das Finale gegen Appleton.
Hohmann repräsentierte Europa bislang dreimal beim Mosconi Cup (2003, 2005 und 2009). Beim World Cup of Pool 2009 erreichte er gemeinsam mit Ralf Souquet als Team Deutschland das Finale, in welchem die beiden jedoch dem philippinischen Duo Reyes/Bustamante mit 9:11 unterlagen. 
Seit 2006 spielt er ein Lucasi-Queue mit einem Universal Smart Shaft. Sein Breakqueue ist ebenfalls von der Marke Lucasi. Sein Spitzname in der Billardszene ist The Hitman beziehungsweise Toasti.